# Брайков, Пётр Васильевич
Пётр Васильевич Брайков (28 июня 1868, Харьковская губерния — 7 декабря 1914, неизвестно) — русский  военный  деятель, полковник (1915). Герой Первой мировой войны, участник Русско-японской войны, погиб в бою.

## Биография
В 1887 году после окончания Харьковской гимназии вступил в службу. В 1890 году после окончания  Чугуевского военного училища по I разряду произведён в подпоручики и выпущен в 13-й резервный батальон. В 1894 году  произведён в поручики, в 1900 году в штабс-капитаны. В 1902 году после окончания Офицерской стрелковой школы «успешно» произведён в капитаны.
С 1904 году участник Русско-японской войны, командовал ротой в Пензенском 121-м пехотном полку. Был ранен и контужен. За боевые отличия в этой войне был награждён орденами  Святого Станислава 2 степени с мечами, Святой Анны 4-й, 3-й и 2-й степени с мечами и Святого Владимира 4-й степени с мечами и бантом.
С 1914 года участник Первой мировой войны,
подполковник 273-го Богодуховского пехотного полка, был ранен. 7 декабря 1914 года умер от ран полученных в бою с неприятелем (ВП 27.02.1916 — исключен из списков полка умершим). 3 июня 1915 года (старшинство от 06.10.1914)  посмертно произведён в полковники.

Высочайшим приказом от 10 ноября 1915 года  за храбрость был награждён Георгиевским оружием: 
За то, что в бою под Перемышлем с 22 по 25 сентября 1914 года, командуя батальоном, атаковал д. Поповице и лес на высоте 290, выбил противника, продолжал наступление подойдя к фортам на 140-150 шагов, где под действительным ружейным и артиллерийским огнём продержался три дня, отойдя лишь по приказанию

## Награды
- Орден Святой Анны 3-й степени с мечами и бантом (ВП 1905)
- Орден Святого Станислава 2-й степени (ВП 1905)
- Орден Святого Владимира 4-й степени с мечами и бантом (ВП 1905)
- Орден Святой Анны 4-й степени «За храбрость» (ВП 1905)
- Орден Святой Анны 2-й степени с мечами (ВП 1907)
- Георгиевское оружие (ВП 10.11.1915)